# 多選
多選（たせん）とは、主に政治における選挙で同じ人が当選または選出されること。

## 概説
明確な定義があるわけでないが、日本では3期12年を超えて4期目に入れば多選とする向きがある。
多選は政治権力の適切な行使の観点では、権力濫用の抑制、利益誘導の防止、公共のニーズに応える政治行政の実現などの点で主張される。また、民主政治における適切な代表確保の観点では、職業政治家への反発、選挙の競争性の確保、新しい人材と新鮮な考え方の取入れなどの点で主張される。アメリカ合衆国では多選制限の導入の背景に現職優位に対抗する党派的理由もみられたといわれている。
多選制限の禁止は、アメリカ合衆国などでは、多選の制限を直接規定する場合、任期の回数や長さを規定する場合、投票用紙に候補者として記載されなくなる旨を規定する場合がある。
一方で多選制限に対する問題点も指摘されており、レームダックの弊害の発生（最終任期での政治的権力の弱体化）、評価にかかわらず一律に退職となること、政治行政の実績と多選制限とは無関係であるという指摘、専門的能力の涵養が行われない、経験不足・知識不足の者が公職に就くことで官僚やロビイストなどの影響力が強くなる、選挙では有権者が自らの判断で公職者を選ぶ権利を有する、多選を制限しても必ずしも従来と出自が異なる者が公職に就くようになるわけではないなどの諸点である。

## 各国における多選制限規定

国家元首及び政府の長の任期規定
3年
4年
5年
6年
7年
終身又は議会の信任を失うまで

### アメリカ
- 大統領：3選禁止（憲法修正第22条）[2]
- 連邦議会議員：かつては州法等で多選制限していたが、1995年に多選制限が連邦最高裁で違憲とされたため撤廃[2]。なお、違憲判決前に多選制限規定が適用される連邦議会議員は現れず適用例はなかった[2]。
- 州の政治家：自治体により多選制限のある自治体とない自治体がある[2]。

### ドイツ
- 連邦大統領：3選禁止（ドイツ連邦共和国基本法第54条第2項）[2]

### ロシア
- 大統領：2020年3月10日、大統領任期の制限撤廃を盛り込んだ改憲案が承認されている[3]。

### 中華人民共和国
- 国務院総理：連続3選禁。
- 国務院副総理：連続3選禁。
- 申紀蘭：最多多選全国人民代表大会代表（13選）。

### 中華民国（台湾）
- 総統：3選禁止。
- 地方自治体の長：3選禁止。

### 韓国
- 大統領：再選禁止（大韓民国憲法第70条）[2]
- 地方自治体の長：連続4選禁止（地方自治法第87条第1項）
- 金泳三、金鍾泌、朴浚圭：最多多選国会議員（9選）[4]。

### メキシコ
メキシコでは大統領の再選は禁止されている（憲法第83条）。

### クロアチア
クロアチアでは大統領は2期までとされており多選が禁止されている。

## 日本での多選をめぐる状況

### 多選制限をめぐる動き
日本では法律による多選制限規定はない。
過去に国会で多選禁止法案が3回か提出されてきたが、法制化されるには到っていない。

### 多選条例
都道府県や市区町村レベルでは知事、市区町村長について多選を制限することを意図した多選条例が制定された例がある。

### 日本における最多多選者
衆議院議員
- 25選
  - 尾崎行雄（三重5区→三重県郡部→三重8区→三重2区→三重県選挙区→三重2区 1890年〜1953年）

参議院議員
- 8選
  - 山東昭子（全国区→比例区 1974年〜1992年・1995年〜1996年・2001年〜2025年）

都道府県知事
- 8選
  - 中西陽一 石川県知事（1963年〜1994年）
  - 奥田良三 奈良県知事（1951年〜1980年）

都道府県議会議員
- 14選
  - 山口武平 茨城県議会議員（1955年〜1970年・1971年〜2011年）
  - 大山広司 広島県議会議員（1951年〜2007年）
  - 北川弥助 滋賀県議会議員（1950年〜2003年）
  - 第20回統一地方選挙を終えた時点では
    - 板橋一好 栃木県議会議員（1971年〜1988年・1991年〜）
    - 猫田孝 岐阜県議会議員（1974年〜）

市長
- 10選
  - 吉道勇 貝塚市長（1970年〜2010年）

町村長
- 13選
  - 岡村雅夫 西分村長（1947年〜1954年）・芸西村長（1954年〜1996年）